# Василий Ян
Василий Ян е най-разпространеният литературен псевдоним на Василий Григориевич Янчевецкий – руски и съветски писател (романист в жанра исторически роман, драматург, сценарист, либретист) и журналист.

## Биография
Роден е на 23 декември 1874 г. в Киев, Руската империя. Баща му Григорий Яновецки е гимназиален учител по латински и гръцки език. Има по-голям брат. Завършва гимназия в Талин, а през 1897 г. завършва Историко-филологическия факултет на Петербургския университет.
След дипломирането си в продължение на 2 години пътешества из Руската империя. Издава сборника от очерци „Записки пешехода“ през 1901 г. Работи в Британския музей (1900), пътува много из Англия.
През 1901 г. отива в Ашхабад, където по препоръка на брат си работи при началника на Транскаспийския регион. Изучава ориенталски езици и живота на местното население. През 1902 г. пътува през пустинята с научни и статистически цели до Хива. Участва в изследователска експедиция по персийско-афганистанската граница. През живота си нееднократно пътува до Централна Азия и историческата тематика от региона е основна в творчеството му.
По време на Руско-японската война през 1905 – 1906 г. е военен кореспондент за Петербургската телеграфна агенция в Далечния изток. През 1906 – 1907 г. работи в Ташкент като статистик в отдела по преселването.
В периода 1907 – 1912 г. е кореспондент на вестник „Русия“ и преподава латински в гимназия в Санкт Петербург. През 1910 г. в гимназията създава първите скаутски отряди и се среща с основателя на скаутското движение Робърт Бейдън-Пауъл. Издава списание „Ученик“ (1910 – 1914), където публикува и свои произведения.
В периода 1913 – 1918 г. живее със семейството си първоначално като кореспондент на телеграфната агенция в Турция, а от началото на Първата световна война – в Румъния.
През 1918 г. се завръща със сина си през белогвардейския Крим в Русия. В периода 1918 – 1919 г. работи в походната печатница на армията на адмирал Колчак в Сибир, където е редактор и издател на малкия всекидневник „Вперед“.
След установяването на съветската власт в Ачинск работи като учител и директор на училище в село Уюк, после като кореспондент и редактор на вестник „Власть труда“ в Минусинск. Пише пиеси за театър и тогава приема псемдонима Василий Ян. За кратко живее в Москва през 1923 г. В периода 1925 – 1927 г. работи в банки в Самарканд и публикува очерци в списание „Всемирный следопыт“ за културата на Узбекистан. Пише комедията „Худжум“ за промяната в живота на ориенталските жени, която се играе на много сцени в Средна Азия.
През 1928 г. се преселва в Москва, където започва да пише исторически разкази и романи. Първият му роман „Фникийски кораб“ от 1931 г. е за пътуванията на финикийците. Следващите са: „Огни на курганах“ (1932) за съпротивата на скитите, „Спартак“ (1933) за въстанието на робите в Рим, „Молотобойцы“ (1934) за появата на фабриките в Русия.
През Втората световна война не е мобилизиран поради напреднала възраст; евакуиран е в Ташкент и до 1944 г. Трилогията му „Нашествието на монголите“, отразяваща борбата на народите на Русия с монголските нашественици в XIII век, се оказва подходяща във времето на Великата отечествена война, оценена е високо от читателите и критиката и го прави известен. Получава Сталинска премия за творчеството си през 1942 г.
След завръщането си от евакуацията се заселва в гр. Звенигород, Московска област и пише редица разкази. Умира в Звенигород на 5 август 1954 г. Погребан е в Москва във Ваганковското гробище.

## Произведения

### Самостоятелни романи
- „Афганский изумруд“ (1912) – незавършена повест
- „Финикийский корабль“ (1931)
Финикийски кораб, изд. „Народна младеж“, София (1948), прев. Здравко Сребров
- „Огни на курганах“ (1932 – 1952)
- „Спартак“ (1933)
- „Молотобойцы“ (1934)
- „На крыльях мужества“ – повест
- „Юность полководца“ (1952)
- „Поход Ермака“ (1954)

### Серия „Нашествието на монголите“ (Нашествие монголов)
1. „Чингиз-хан“ (1939)
Чингиз-хан, изд. „Народна младеж“, София (1949), прев. Атанас Далчев
Чингиз-хан, изд.: Ирина Галчовска-Гея 11, Добрич (2006), прев. Гергана Стойчева
2. „Батый“ (1942) – вариант за деца „Нашествие Батыя“ (1941)
Внукът на Чингис Бату хан, изд.: Ирина Галчовска-Гея 11, Добрич (2006), прев. Мариян Петров
3. „К „последнему“ морю“ (1955)

### Пиеси и сценарии
- „Невеста красного партизана“ (1921 – 1923)
- „Колчаковщина“ (1921 – 1923)
- „Деревня, проснись“ (1921 – 1923)
- „Нота лорда Керзона“ (1921 – 1923)
- „Красноармейская звезда“ (1921 – 1923)
- „Худжум“ (1925 – 1927)
- „Джелаль-эд-Дин Неукротимый“ (1944) – либрето
- „Чингиз-хан“ (1944) – либрето
- „Джелаль-эд-Дин“ (1944) – либрето